# Glossanodon
Glossanodon is een geslacht van straalvinnige vissen uit de familie van de zilversmelten (Argentinidae). Het geslacht is voor het eerst wetenschappelijk beschreven in 1867 door Guichenot.

## Soorten
- Glossanodon australis Kobyliansky, 1998
- Glossanodon danieli Parin & Shcherbachev, 1982
- Glossanodon elongatus Kobyliansky, 1998
- Glossanodon kotakamaru Endo & Nashida, 2010
- Glossanodon leioglossus (Valenciennes, 1848)
- Glossanodon lineatus (Matsubara, 1943)
- Glossanodon macrocephalus Bineesh, Nashad, Kumar & Endo, 2019
- Glossanodon melanomanus Kobyliansky, 1998
- Glossanodon mildredae Cohen & Atsaides, 1969
- Glossanodon nazca Parin & Shcherbachev, 1982
- Glossanodon polli Cohen, 1958
- Glossanodon pseudolineatus Kobyliansky, 1998
- Glossanodon pygmaeus Cohen, 1958
- Glossanodon semifasciatus Kishinouye, 1904
- Glossanodon struhsakeri Cohen, 1970